# Сальваторе Ріїна
Сальваторе Ріїна (також відомий як Тото Ріїна; 16 листопада 1930, Корлеоне — 17 листопада 2017) — італійський сицилійський мафіозо, колишній глава мафії коза ностра, "бос босів ". За час злочинної кар'єри нібито особисто вбив близько 40 осіб і пов'язаний із сотнями вбивств на замовлення. Отримав прізвисько Коротун (італ. Il Corto) за свій невеликий (1,58 м) зріст.

## Прихід до влади
Народився в Корлеоні, маленькому містечку в провінції Палермо. У мафію вступив у 19-річному віці після вбивства, скоєного як «членський внесок». У 1949 році під час сварки вбив людину, за що був засуджений до шести років ув'язнення.
У 1958 році взяв участь — поряд з Бернардо Провенцано та Лучано Ліджо — у вбивстві боса коза ностри Мікеле Наварра. Титул убитого перейшов до Ліджо. У наступному десятилітті проходила ліквідація прихильників Наварри. Після арешту та засудження Ліджо в 1974 році за вбивство Наварри Ріїна став де-факто главою мафії, хоча Ліджо зберіг певний вплив.
У 1981—1983 роках спалахнув конфлікт, який отримав назву «Другої війни кланів». Внаслідок цього мафіозі з Корлеоне взяв козу ностру під свій контроль. Паралельно Ріїна вів фактичну війну з італійською державою, вбиваючи суддів, прокурорів, поліцейських та політиків з метою залякати італійські владні структури. Серед його жертв були Джованні Фальконе та Паоло Борселліно.

## Арешт
Вбивства Фальконе та Борселліно викликали широке громадське обурення та змусили владу діяти. 15 січня 1993 року Ріїну було заарештовано в Палермо. Під час арешту він запевняв, що є звичайним бухгалтером, проте відмовився відповісти на запитання, на яку компанію працює. Під час арешту Ріїна подякував поліції за хороше ставлення до нього. На слуханнях він заявив, що ніколи не чув про мафію і не знає, що є одним із найрозшукуваніших людей в Італії.
Радість від арешту Ріїни залишила в тіні той факт, що до свого арешту він жив у Палермо без занепокоєння з чийогось боку. Лікувався від діабету і його діти приходили до нього в лікарню під своїми справжніми іменами. Відомо, що він навіть їздив до Венеції, щоб провести там медовий місяць.

## Суд та тюремне ув'язнення
Ріїна, засуджений до двох довічних термінів, був звинувачений у скоєнні та замовлення сотень вбивств, у тому числі Борселліно і Фальконе, а також Карло Альберто Далла К'єза, командира карабінерів у Палермо, та Сальво Ліми, італійського політика, підозрюваного у зв'язках з мафією. За вбивство останнього у 1998 році його було засуджено до чергового довічного ув'язнення.
У 2007 році за мотивами біографії Сальваторе Ріїни було знято італійський телесеріал «Бос босів». Сім'я Ріїни розкритикувала серіал, а дружина Сальваторе, Антонієлла Багарелла, погрожувала подати до суду на виробників за образу репутації сім'ї.
Станом на 2011 рік Ріїна утримувався у в'язниці суворого режиму та мав обмежені можливості контактів із зовнішнім світом. У 2004 році переніс два серцеві напади.
14 квітня 2015 флорентійська асиза зняла з Ріїни звинувачення в причетності до організації теракту в поїзді Неаполь — Мілан 23 грудня 1984.
Помер 17 листопада 2017 року у віці 87 років від раку, провівши ув'язнення загалом понад 24 роки.